# Marcel·lí Joan Alsinella
Marcel·lí Joan Alsinella (Barcelona, 1959) és un periodista i professor universitari català, director general d'Afers Religiosos des del 2018. És periodista per la Universitat Autònoma de Barcelona i professor del postgrau de Comunicació institucional i religió a l'era digital a la Universitat Ramon Llull.
En l'àmbit eclesial, a mitjans de la dècada del 1990 va ser secretari del Consell Pastoral Diocesà de Barcelona i delegat general dels Mitjans de Comunicació de l'Arquebisbat de Barcelona amb el bisbe Joan Carrera. Va participar en la Comissió Preparatòria del Concili Provincial Tarraconense del 1995. Va ser adjunt al primer director d'Afers Religiosos de la Generalitat del 2000 al 2004 Ignasi Garcia i Clavel, cap de premsa i relacions públiques de la Direcció General de Joventut, cap de relacions externes de la Direcció General de Serveis Penitenciaris i Rehabilitació, i cap de premsa de la Delegació Territorial de la Generalitat a Barcelona.
Fou patró de la fundació Claret, secretari del capítol de Barcelona de la fundació Vaticana Centèssimus Annus i membre del Grup Sant Jordi de defensa i promoció dels drets humans, amb el qual va publicar el document "El fet religiós a la Catalunya del futur". En els camps de la joventut i la cooperació, és president de l'Associació José Ramón Zudaire de l'Hospitalet i patró de la Fundació Akwaba, dedicada al tercer i quart món.
Va ser nomenat director general d'Afers Religiosos el 12 de juny de 2018, en substitució d'Enric Vendrell. La decisió va ser de la conselleria de Justícia, tot i que abans aquesta direcció general depenia de la conselleria de Governació.